# Memorial Stadium (Bristol)
Das Memorial Stadium ist ein Rugby- und Fußballstadion im Vorort Horfield der englischen Stadt Bristol, Grafschaft Gloucestershire, im Vereinigten Königreich. Es auch unter seinem früheren Namen Memorial Ground bekannt und bietet 12.300 Zuschauern Platz. Genutzt wird es für Spiele des Rugby-Union-Vereins Bristol Bears und des Fußballvereins Bristol Rovers.

## Geschichte
Eröffnet wurde das Stadion am 24. September 1921, es diente während fast 70 Jahren als alleiniger Spielort der Bristol Bears. Seinen Namen erhielt es in Erinnerung an die Gefallenen des Ersten Weltkriegs. 1996 mieteten sich die Bristol Rovers ein. Da die Bristol Bears in die zweite Liga abstiegen, geriet der Verein in einen finanziellen Engpass und verlor die Kontrolle über die Stadiongesellschaft. Die Bristol Rovers sind seit 1998 alleiniger Besitzer des Stadions. Es bestanden Pläne, die Kapazität des Stadions auf 18.000 Zuschauer zu erhöhen; die Bauarbeiten sollten 2007 beginnen und bis zum Beginn der Saison 2009/10 beendet sein.
Wegen der Weltfinanzkrise wurde der Umbau mehrmals verschoben. Im Juni 2011 gaben die Bristol Rovers bekannt, dass man statt einer Renovierung des Mem in das für 2014 geplante UWE Stadium mit 20.000 Sitzplätzen umziehen wolle. Der Bau auf dem Gelände der University of the West of England sollte u. a. mit dem Verkauf des Memorial Stadium an die Supermarktkette Sainsbury’s finanziert werden. Sainsbury’s zog sich aber aus dem Projekt zurück und gewann auch den sich anschließenden Gerichtsprozess.
Im August 2017 übernahm die Familie Al-Qadi den Club. Man entschloss sich das bestehende Stadion weiterzuentwickeln und nicht neu zu bauen.